# Laugo Arms Alien
Laugo Arms Alien je poloautomatická, plynem brzděná pistole ráže 9 x 19 mm s nízko uloženou osou hlavně, vyvinutá firmou Laugo Arms Czechoslovakia. Název Laugo odkazuje k římskému názvu Trenčína (Laugaricio) odkud pochází konstruktér zbraně Ján Lučanský. Zbraň po uvedení na výstavách zaznamenala komerční úspěch a výrobce ji dodává do celého světa.

## Historie
Firmu Laugo Arms Czechoslovakia založili konstruktér Ján Lučánský, bývalý marketingový ředitel České zbrojovky Ondřej Poděl a investor Daniel Selichar. V roce 2021 Ján Lučanský a Ondřej Poděl prodali svůj podíl ve firmě.
Na vývoji pistole pracoval Ján Lučanský zhruba od roku 2013 a je držitelem patentů pro tuto pistoli. Lučanský byl také konstruktérem  slovenského samopalu Laugo z roku 2002 a je také autorem samopalu CZ Scorpion EVO 3, který vyrábí Colt CZ Group. Zbraň Laugo Alien byla mezinárodně oceněna například hlavní cenou z výstavy Shot Show 2020.

## Vlastnosti pistole
Nízko položená osa hlavně pomáhá minimalizovat zdvih a zpětný ráz při střelbě. Závěr je zapuštěn do rámu pistole a během cyklu výstřelu se tedy nehýbe.
Pistole se dá snadno přestavit pro různé účely střelby. Vymáčknutím čepu lze vyměnit horní lištu a tím změnit pevná mířidla na kolimátor bez ztráty nástřelu. Jelikož se horní lišta, na které jsou upevněna mířidla, nepohybuje, má střelec lepší kontrolu nad obrazem mířidel. Právě touto konstrukcí se také prodlouží životnost kolimátoru, který není poškozován rázy vznikajícími při pohybu závěru.[zdroj?] Zbraň je považována odborníky za radikální design umožňující mimo jiné maximální možnou přesnost u pistole.